# (3415) Дэнби
(3415) Дэнби (лат. Danby) — небольшой астероид внешней части главного пояса, который был открыт 22 сентября 1928 года немецким астрономом Карлом Райнмутом в обсерватории Хайдельберг и назван в честь британского математика Энтони Денби. 

Орбита астероида Дэнби и его положение в Солнечной системе